# أندرياس كهول
أندرياس كهول (بالألمانية: Andreas Khol) (و. 1941 – م) هو سياسي من النمسا، إيطاليا . ولد في برغن آن در روغن . تولى منصب عضو المجلس الوطني للنمسا .
وهو عضو في حزب الشعب النمساوي .

## جوائز وترشيحات
حصل على جوائز منها:
وسام جوقة الشرف.
.

## روابط خارجية
- أندرياس كهول على موقع مونزينجر (الألمانية)